# ルテチウムオキソドトレオチド (177Lu)
ルテチウムオキソドトレオチド (177Lu)（Lutetium (177Lu) oxodotreotideまたは177Lu-ドータテート（177Lu DOTATATE）は、ルテチウムの放射性同位元素とオキソドトレオチドの錯体化合物であり、ペプチド受容体放射性核種治療（PRRT）に使用される。具体的には、ソマトスタチン受容体を発現する癌の治療に用いられる。
177Lu-ドータテートの代替品としては、イットリウム90-ドータテートや90Y-エドトレオチド（DOTATOC）がある。90Yは治療効果をもたらすβ粒子の飛距離が長いため、大きな腫瘍に適しており、177Luは小さな腫瘍に適していると考えられる。
1. ↑  90Yも177Luもβ-崩壊するが、崩壊エネルギーが異なる。
・90Y：2.281MeV(99.98％)
・177Lu：0.498MeV(78.6%), 0.385MeV(9.1%), 0.176MeV(12.2%)

米国食品医薬品局（FDA）は、177Lu-ドータテートをファースト・イン・クラスの薬剤とみなしている。

## 効能・効果
- ソマトスタチン受容体陽性の神経内分泌腫瘍[9][10]

## 副作用
重大な副作用として知られているものは、
- 骨髄抑制
  - リンパ球減少（28.3%）、血小板減少（22.8%）、貧血（11.8%）など
- 腎機能障害
  - 急性腎不全（4.7%）、血中クレアチニン増加（3.1%）など
- 骨髄異形成症候群（1.6%）、急性骨髄性白血病

である。
177Luの治療効果は放出される電離ベータ線によるものであるが、健康な組織や臓器に害を及ぼす可能性もある。特に腎臓は、177Luの排泄経路であるため、副作用のリスクが高い。腎臓を保護するために、放射性物質の投与前にアミノ酸溶液（アルギニン／リシン）を緩徐に注入し、通常は投与後数時間まで継続する。

## 作用機序
オキソドトレオチドはソマトスタチン（SST）模倣ペプチドであるオクトレオテートにキレート剤であるDOTAが結合した化合物である。オクトレオテートはSST受容体との親和性が高いので、DOTAに放射性同位元素を担持させておくことで、SST受容体を発現している神経内分泌腫瘍を集中的に放射線暴露させることができ、腫瘍細胞DNAをβ線で切断し、殺腫瘍効果が発揮される。

## 臨床試験と承認
欧州委員会は2017年9月、ルテチウムオキソドトレオチド (177Lu)を「切除不能または転移性で進行性、高分化（G1およびG2）、ソマトスタチン受容体陽性の消化管・膵神経内分泌腫瘍（GEP-NET）の成人における治療」として承認した。
177Lu-ドータテートは、2018年1月に米国で「成人における前腸、中腸、後腸の神経内分泌腫瘍を含むSSTR陽性消化管・膵神経内分泌腫瘍（GEP-NET）」の治療薬として承認された。米国でGEP-NETの治療薬として放射性医薬品が承認されたのは初めてのことである。
米国食品医薬品局（FDA）は、ソマトスタチン受容体陽性の中腸GEP-NET患者229名を対象としたNETTER-1という1つの非盲検臨床試験の結果に基づいて、177Lu-ドータテートを承認した。登録された患者は、外科的に切除できない腫瘍を有し、オクトレオチドによる治療を受けている間に腫瘍の状態が悪化していた患者が選ばれた。
参加者は、177Lu-ドータテートと長時間作用型オクトレオチドを併用する群と，より高用量の長時間作用型オクトレオチドを単独で投与する群に無作為に割り付けられた。177Lu-ドータテートは静脈から注射され、長時間作用型オクトレオチドは筋肉に注射された。177Lu-ドータテートの有効性は、治療後に腫瘍が成長しなかった期間を測定し、対照群と比較することで評価された（無増悪生存期間）。
FDAは、GEP-NETSを含むソマトスタチン受容体陽性腫瘍の被験者1,214名を対象に、オランダの単一施設であるエラスムスMCで177Lu-ドータテートを投与したデータに基づく第2の非盲検試験の追加データを検討した。参加者全員が177Lu-ドータテートとオクトレオチドの併用を受けた。177Lu-ドータテートの有用性は、治療中に腫瘍の大きさがどの程度変化したかを測定することで評価された（全奏功率）。FDAが奏効を評価したGEP-NET患者360人のうち、16％で完全または部分的な腫瘍の縮小が報告された。なお、本試験に当初登録された被験者には、拡大アクセスプログラムの一環として、177Lu-ドータテートが投与された。
177Lu-ドータテートは日本では2021年6月23日に製造販売が承認され、8月12日に薬価収載された。

## 参考資料
1. ↑  “Lutathera 370 MBq/mL solution for infusion - Summary of Product Characteristics (SmPC)”. (emc). 2021年7月9日閲覧。
2. 1 2  “Lutathera- lutetium lu 177 dotatate injection”. DailyMed (2020年5月4日). 2020年11月8日閲覧。
3. 1 2  “Lutathera EPAR”. European Medicines Agency (EMA). 2019年12月11日時点のオリジナルよりアーカイブ。2019年12月11日閲覧。
4. ↑  “KEGG DRUG: ルテチウムオキソドトレオチド (177Lu)”. www.kegg.jp. 2021年10月17日閲覧。
5. ↑  “Somatostatin receptor-based molecular imaging and therapy for neuroendocrine tumors”. BioMed Research International 2013:  102819. (2013). doi:10.1155/2013/102819. PMC 3784148. PMID 24106690.
6. ↑  “Guidelines for the management of gastroenteropancreatic neuroendocrine (including carcinoid) tumours (NETs)”. Gut 61 (1):  6–32. (January 2012). doi:10.1136/gutjnl-2011-300831. PMC 3280861. PMID 22052063.
7. 1 2  “The joint IAEA, EANM, and SNMMI practical guidance on peptide receptor radionuclide therapy (PRRNT) in neuroendocrine tumours”. European Journal of Nuclear Medicine and Molecular Imaging 40 (5):  800–16. (May 2013). doi:10.1007/s00259-012-2330-6. PMC 3622744. PMID 23389427.
8. ↑  New Drug Therapy Approvals 2018 (PDF). U.S. Food and Drug Administration (FDA) (Report). 2019年1月.
9. 1 2  “ルタテラ静注 添付文書”. www.info.pmda.go.jp. 2021年10月17日閲覧。
10. ↑  日経メディカル. “神経内分泌腫瘍に対する新たな放射性医薬品”. 日経メディカル. 2021年10月17日閲覧。
11. ↑  “Significance of Amino Acid Solution With Lutetium Lu 177 Dotatate”. Oncology Nurse Advisor (2019年2月7日). 2021年10月17日閲覧。
12. ↑  “LysaKare EPAR”. European Medicines Agency (EMA). 2020年7月22日閲覧。
13. ↑  Volterrani, Duccio; Erba, Paola Anna; Carrió, Ignasi; Strauss, H. William; Mariani, Giuliano (10 August 2019) (英語). Nuclear Medicine Textbook: Methodology and Clinical Applications. Springer. p. 782. ISBN 978-3-319-95564-3
14. ↑  “European approval of lutetium oxodotreotide for gastroenteropancreatic neuroendocrine (GEP-NET) tumours”. ecancer.org (2017年10月3日). 2018年4月2日閲覧。
15. 1 2 3 4 5  "FDA approves new treatment for certain digestive tract cancers". U.S. Food and Drug Administration (FDA) (Press release). 26 January 2018. 2019年12月11日時点のオリジナルよりアーカイブ。2019年12月11日閲覧。  この記述には、アメリカ合衆国内でパブリックドメインとなっている記述を含む。
16. ↑  "FDA approves lutetium Lu 177 dotatate for treatment of GEP-NETS". U.S. Food and Drug Administration (FDA) (Press release). 26 January 2018. 2019年12月11日時点のオリジナルよりアーカイブ。2019年12月11日閲覧。  この記述には、アメリカ合衆国内でパブリックドメインとなっている記述を含む。
17. 1 2 3 4 5 6 7 8  “Drug Trials Snapshots: Lutathera”. U.S. Food and Drug Administration (FDA) (2018年2月20日). 2019年12月11日時点のオリジナルよりアーカイブ。2019年12月11日閲覧。  この記述には、アメリカ合衆国内でパブリックドメインとなっている記述を含む。
18. ↑  “放射性医薬品「ルタテラ®静注」の製造販売承認取得のお知らせ | 富士フイルム富山化学株式会社”. www.fujifilm.com. 2021年10月17日閲覧。